# 因格里亚
因格里亚（義大利語：Ingria），是意大利皮埃蒙特大区都靈廣域市的一个市镇。总面积14平方公里，人口49人，人口密度3.5人/平方公里（2009年）。ISTAT代码为001121。